# Zakładowa straż pożarna

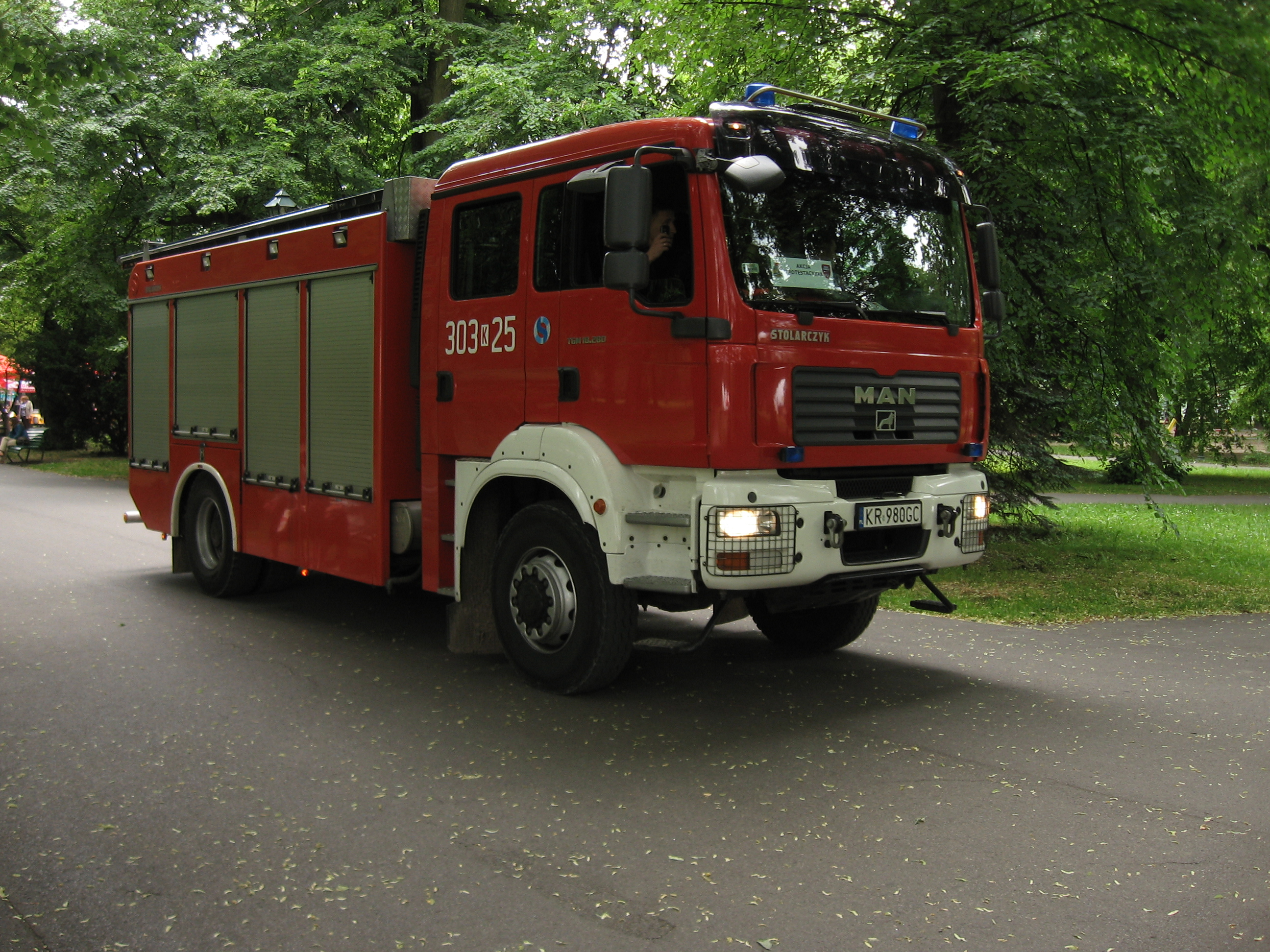
GCBA 5 32 MAN TGM 18.280

Zakładowa straż pożarna – najczęściej zawodowa, umundurowana i wyposażona w specjalistyczny sprzęt formacja przeznaczona do walki z pożarami, klęskami żywiołowymi i innymi miejscowymi zagrożeniami na terenie wyznaczonych zakładów pracy oraz okolicznych miast i wsi.

## Formacja
Zakładowe straże pożarne są jednostkami działającymi tam, gdzie prawdopodobieństwo pożaru jest ponadprzeciętnie wysokie, jego ewentualne skutki ponadprzeciętnie dotkliwe etc. Najczęściej przy dużych zakładach chemicznych, lotniskach, portach morskich, rafineriach itd. Jednostki takie działają też często przy cukrowniach. Praca ta jest niezależna od Państwowej Straży Pożarnej. Każda jednostka ma własne procedury dotyczące naboru. Jednostka indywidualnie, w zależności od potrzeb określa kryteria jakie trzeba spełnić, by wstąpić w jej szeregi. Jednostki są wyposażone w sprzęt, który niejednokrotnie przewyższa możliwości sprzętu jednostek PSP. Ich obowiązkiem jest organizacja obrony cywilnej na terenie danego zakładu.
Jednostki te działają też poza swoimi macierzystymi zakładami. W razie potrzeby, wyjeżdżają też wspomóc inne służby mundurowe.
Jednostki działają 7 dni w tygodniu przez całą dobę. Bez wyjątku każda ma własnego dyspozytora, który dysponuje zastępy na teren zakładu lub po informacji z zewnątrz, np. od dyspozytora PSP, dysponuje je poza zakład.
Przykładowe zakładowe straże pożarne: Kolejowe Ratownictwo Techniczne, Portowa Straż Pożarna „Florian”.

## Zadania
Do zadań zakładowych straży pożarnych należy:
- zabezpieczenie przeciwpożarowe zakładów pracy i zapewnienie bezpieczeństwa pracownikom;
- rozpoznawanie zagrożeń pożarowych i innych miejscowych zagrożeń;
- organizowanie i prowadzenie akcji ratowniczych w czasie pożarów, klęsk żywiołowych lub likwidacji miejscowych zagrożeń;
- wykonywanie pomocniczych specjalistycznych czynności ratowniczych w czasie klęsk żywiołowych lub likwidacji miejscowych zagrożeń przez inne służby ratownicze;
- nadzór nad przestrzeganiem przepisów przeciwpożarowych na terenie danego zakładu.

## Krajowy System Ratowniczo-Gaśniczy
Zgodnie z ustawą o ochronie przeciwpożarowej, zakładowe straże pożarne mogą zostać włączone do Krajowego Systemu Ratowniczo-Gaśniczego, współdziałając w tym zakresie z Państwową Strażą Pożarną i innymi jednostkami.

## Patron i święto
Patronem zakładowych straży pożarnych jest św. Florian. Strażacy ZSP obchodzą swoje święto – Międzynarodowy Dzień Strażaka – 4 maja.